# Lévon Mozian
Lévon Mozian (francisé en Léon Mozian, en arménien : Լեւոն Մօզեան), né le 5 avril 1890 à Şebinkarahisar et mort le 9 décembre 1958 à Paris, est un écrivain arménien.

## Biographie

### Jeunesse et débuts en Orient
Lévon Mozian naît le 5 avril 1890 à Şebinkarahisar,. Son père, Haroutioun, possède un moulin à eau au bord d'une rivière et équipé de machines modernes, dont Lévon évoque plus tard le souvenir avec nostalgie.
Il fait ses études primaires à Sivas puis au Lycée arménien Guétronagan de Constantinople. Dans la capitale ottomane, Lévon Mozian rejoint la Fédération révolutionnaire arménienne (FRA) et, en 1912, il dirige le journal Yergounk (Երկունք),, organe de l'Union des étudiants de la FRA, et intègre le comité de rédaction du quotidien Azadamard, lui aussi affilié au parti.
Lors du génocide arménien, il échappe aux premières arrestations du mois d'avril, mais est obligé de prendre la route de l'exil malgré ses efforts. Il raconte cette expérience dans son ouvrage L'Odyssée d'un exilé. Il passe par Konya en juillet 1915 escorté par deux policiers, et profite de l'aide du prélat Karékine Khatchadourian et du directeur du collège national Meguerditch Barsamian, puis est envoyé vers Eregli et Bozanti. Il est arrêté à Mersine (accusé d'être un déserteur voire un espion au profit des Britanniques) puis interné à Tarse. En septembre, le docteur Boghossian, affecté au camp de transit de Tarse, permet à Lévon Mozian, à Aram Andonian, à Yervant Odian et à Sébouh Agouni d'être recueillis par les frères Aram et Ardachès Chalvardjian, qui fournissent les soldats turcs de la région en farine et qui bénéficient donc de facilités de circulation, ce qui leur permet de sauver la vie de nombreux Arméniens. Lévon Mozian est ensuite membre du réseau clandestin travaillant sur le chantier du Bagdadbahn à Intilli, parvient à échapper à la liquidation des ouvriers arméniens du chantier et se réfugie à Hama en août 1916 grâce à Lévon Zakarian, inspecteur de la dette publique qui circule alors régulièrement entre Adana et Beyrouth. À Hama, Lévon Mozian prend le nom d'Ali Nureddin et exerce le métier de professeur de mathématiques dans le seul collège de la ville.
Il atteint ensuite Alep, d'où il rejoint Adana (Cilicie) en 1919 et s'y marie. Pendant l'occupation de la Cilicie par la France, il y publie le journal Guiliguia (Կիլիկիա, « Cilicie »), journal du comité central de la FRA de la région.
Après l'évacuation de la Cilicie par les troupes françaises en 1920, il quitte Adana avec sa famille et retourne deux ans à Constantinople. Là, il travaille pour le journal de la FRA Djagadamard, qui a pris la suite d'Azadamard. L'invasion kémaliste de la capitale turque oblige une partie de la population à fuir en catastrophe et le pousse de nouveau à l'exil.
Lévon Mozian part ensuite pour Thessalonique (Grèce) où il publie le journal quotidien Alik (Ալիք, « Vague ») en 1923 avec ses propres modestes moyens et en cumulant les postes (rédaction, administration, expédition, assistant de typographie).

### Carrière en France
Avec sa famille, Lévon Mozian s'installe à Paris en 1925,. Dans la capitale française, il intègre le comité central de la FRA de l'Europe de l'ouest en 1928.
En septembre 1929, avec Simon Vratsian, Meguerditch Barsamian, L. Krikorian, Vasken Chouchanian, G. Sassouni, Chavarch Nartouni et Ohan Garo, il fonde une association, les « Amis des écrivains martyrs » (Նահատակ Գրողներու Բարեկամներ), qui a pour objectif de publier les œuvres des écrivains arméniens morts avant et pendant le génocide.
Il est naturalisé français en 1930.
Dans les années 1930, il est responsable de la rédaction d'Annuaires des adresses arméniennes (Ամենուն հասցէն) édités par la librairie Arpi et dont les deux premiers numéros (1931 et 1932) sont disponibles à la bibliothèque de la Cathédrale arménienne Saint-Jean-Baptiste de Paris.
Membre impliqué de la branche française de la FRA, il fait partie du mouvement qui en critique la direction au début des années 1930. Meneur de cette aile dissidente avec Vasken Chouchanian et Mesrob Kouyoumdjian, il fonde avec eux le journal qui se fait le porte-voix de leurs revendications, Mardgotz (1932-1933), et est finalement exclu du parti. Son groupe est infiltré par des agents soviétiques qui le financent en échange d'un changement de cap politique, financement que Mozian, Chouchanian et A. Apoyan dénoncent, et ce qui finit par provoquer sa dissolution fin 1933.
Après la guerre, il fonde la revue Arevmoudk en compagnie de Puzant Topalian et de Lévon Tchormissian,. Il écrit dans de nombreux périodiques, dont Haratch, Joghovourt, Azat khosk, Loussartsag Parizi, Aïssor Abaka, Aztarar, Baïkar, etc., en particulier des feuilletons qu'il regroupe ensuite dans son L'Odyssée d'un exilé, publié l'année de sa mort. Il tient aussi la librairie Arpi dans le quartier de Belleville.
Au cours de sa vie, il s'intéresse à la littérature (romanciers français et étrangers, traduisant notamment Crime et Châtiment et Les Frères Karamazov de Dostoïevski, mais aussi du Gabriele D'Annunzio ou encore du Jean-Paul Sartre), aux sciences humaines, à la psychanalyse, à la philosophie, à la sociologie… Très attaché à l'idée que la diaspora arménienne garde son arménité, il préconise le rassemblement autour de l’Église apostolique arménienne.
Il meurt le 9 décembre 1958. Il est enterré au cimetière parisien de Bagneux.

### Vie privée
Il a une fille, Sonia, née le 21 avril 1920 à Adana, ainsi que deux fils : Haïk (1926-2018) et Aram (1926-1997).

## Œuvre[17]
- (hy) Հայ Գաղթաշխարհը իր գոյութեան հարցականին առջեւ [« La diaspora arménienne devant la question de son existence »], Paris, Impr. A. Der Agopian,‎ 1952, 186 p. (BNF 41168145, lire en ligne sur Gallica )
- (hy) Աքսորականի մը ոդիսականը : Սեւ օրերու յիշատակներ [« L'Odyssée d'un exilé : Souvenirs de jours sombres »], Beyrouth, Impr. Baykar,‎ 1958, 115 p. (BNF 41410412)
- (hy) Հայ ազգային ոգին : Մեր ներկայ աշխարհաբարին մէջ [« L'esprit du peuple arménien : Au sein du monde actuel »], Paris, Impr. A. Der Agopian,‎ 1960, 82 p. (BNF 41173274, lire en ligne sur Gallica )

### Traduction
- (hy) Maxime Gorki (trad. Lévon Mozian), Մահացու Սէրը : Պատմուածք գնչուներու կեանքէն [« L'amour mortel »], Paris, Impr. G. H. Nersès,‎ 1927, 31 p. (BNF 43664292)